# Houlonghe Shuiku
Houlonghe Shuiku (kinesiska: 后龙河水库) är en reservoar i Kina. Den ligger i provinsen Shandong, i den östra delen av landet, omkring 480 kilometer öster om provinshuvudstaden Jinan. Houlonghe Shuiku ligger 50 meter över havet. Arean är 2,9 kvadratkilometer. Trakten runt Houlonghe Shuiku består till största delen av jordbruksmark. Den sträcker sig 2,8 kilometer i nord-sydlig riktning, och 4,1 kilometer i öst-västlig riktning.
Genomsnittlig årsnederbörd är 717 millimeter. Den regnigaste månaden är juli, med i genomsnitt 210 mm nederbörd, och den torraste är januari, med 14 mm nederbörd.